# Kościół Wniebowzięcia Najświętszej Maryi Panny w Długosiodle
Kościół pw. Wniebowzięcia Najświętszej Maryi Panny w Długosiodle – rzymskokatolicki kościół parafialny należący do parafii św. Rocha w Długosiodle (dekanat Ostrów Mazowiecka – Chrystusa Dobrego Pasterza diecezji łomżyńskiej).

## Historia
Budowa świątyni z cegły rozpoczęła się w 1908 roku dzięki staraniom księdza proboszcza Antoniego Dąbrowskiego. Budowa została ukończona w 1912 roku. Kościół został zbudowany w stylu gotyku nadwiślańskiego, według projektu architekta profesora Józefa Piusa Dziekońskiego z dwiema wieżami, trzema nawami i dwiema bocznymi kaplicami.

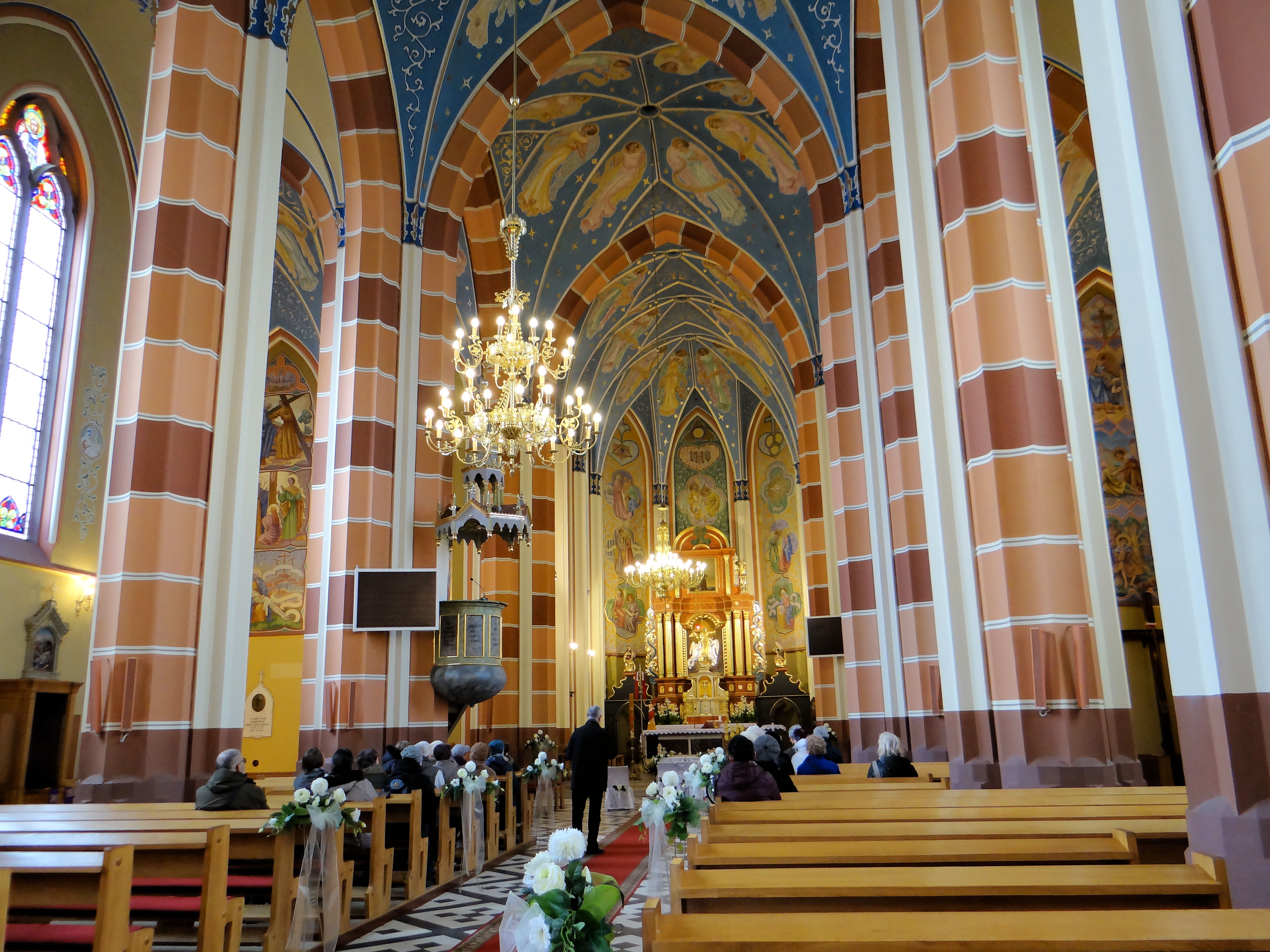
Wnętrze świątyni

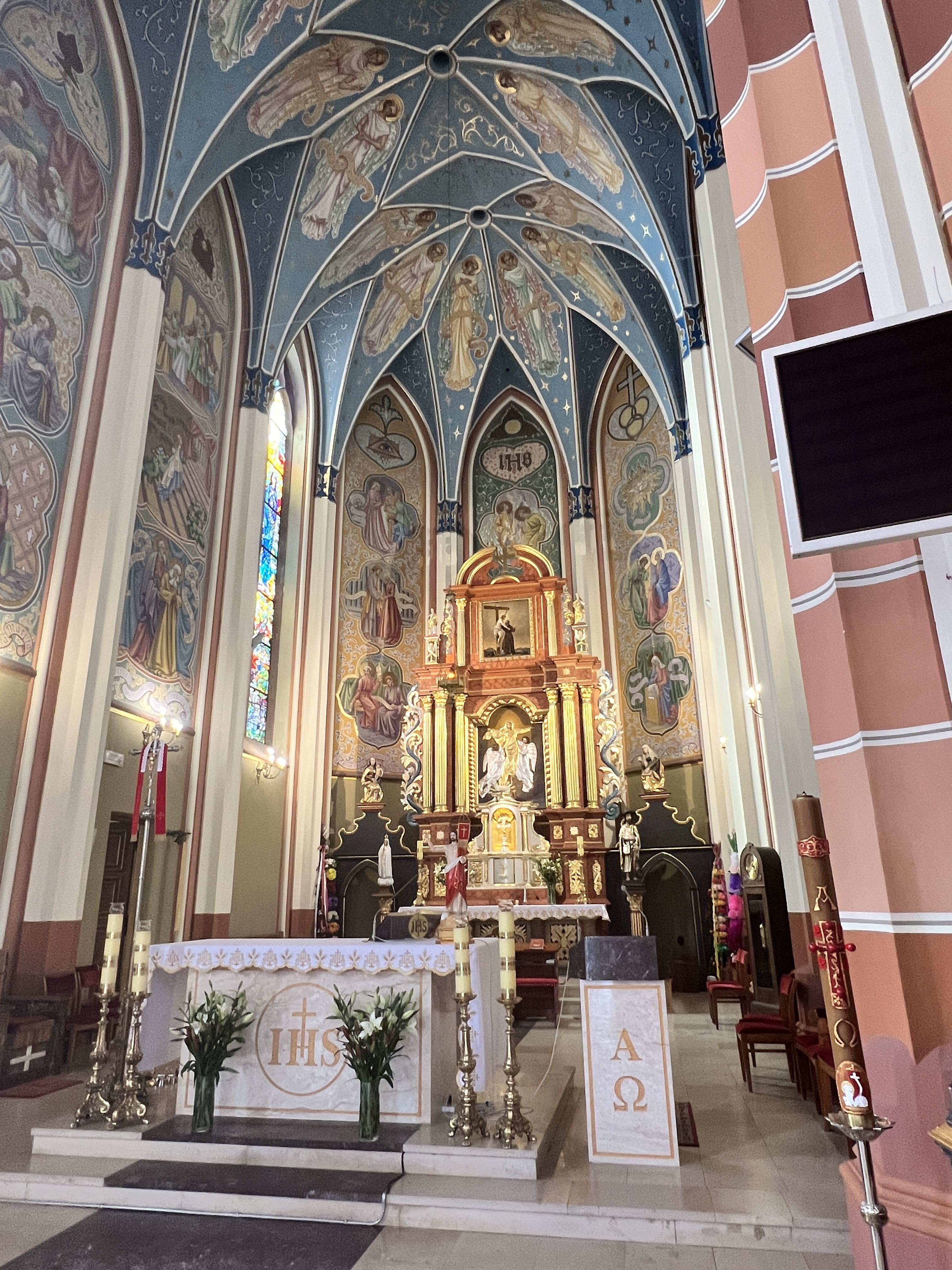
Prezbiterium z ołtarzem głównym

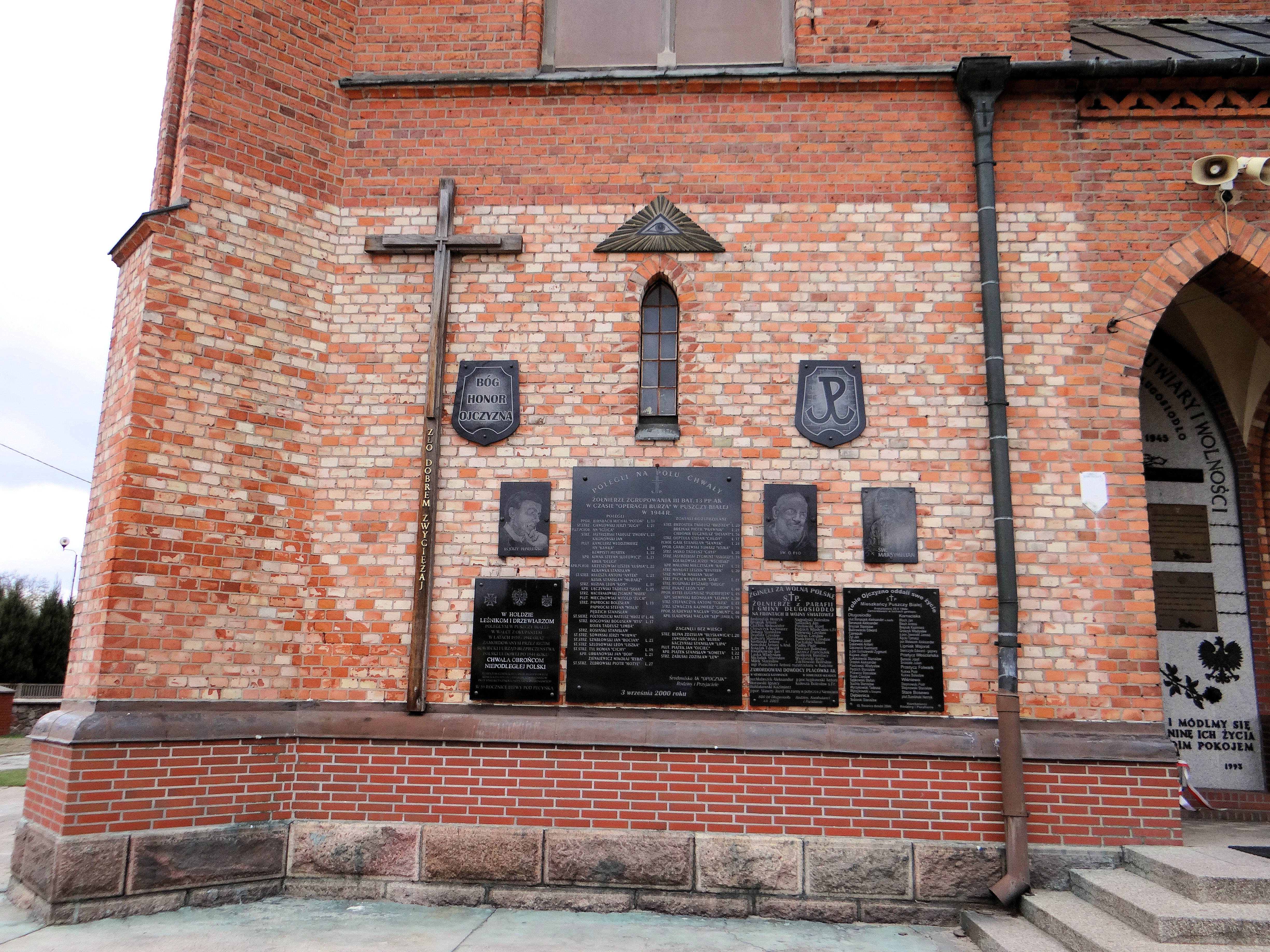
Tablice pamiątkowe na elewacji kościoła

Budowla została konsekrowana przez arcybiskupa płockiego, męczennika – Antoniego Juliana Nowowiejskiego w dniu 12 września 1913 roku. Podczas urzędowania księdza proboszcza Jana Dobeckiego zostały ufundowane trzy nowe dzwony na miejscu zrabowanych przez okupanta; w czasie posługi księdza Józefa Kossakowskiego – świątynia została zelektryfikowana i wymalowana według projektu i w wykonaniu pani Jadwigi Rymar.
Podczas urzędowania księdza proboszcza Wincentego Bronowskiego zostało wstawione nowe dębowe umeblowanie świątyni: ołtarz soborowy, ławki, konfesjonały. W 1976 roku zostały wykonane przez firmę Kamińskich w Warszawie organy o 25 głosach. W 1977 roku zostało zainstalowane ogrzewanie budowli, zostało wprawionych dwanaście nowych witraży, zostały pozłocone i wymalowane ołtarze, ambona i chrzcielnica. Kupiono 28 kinkietów. W latach 1973–80 wieże i dach świątyni zostały pokryte blachą miedzianą.

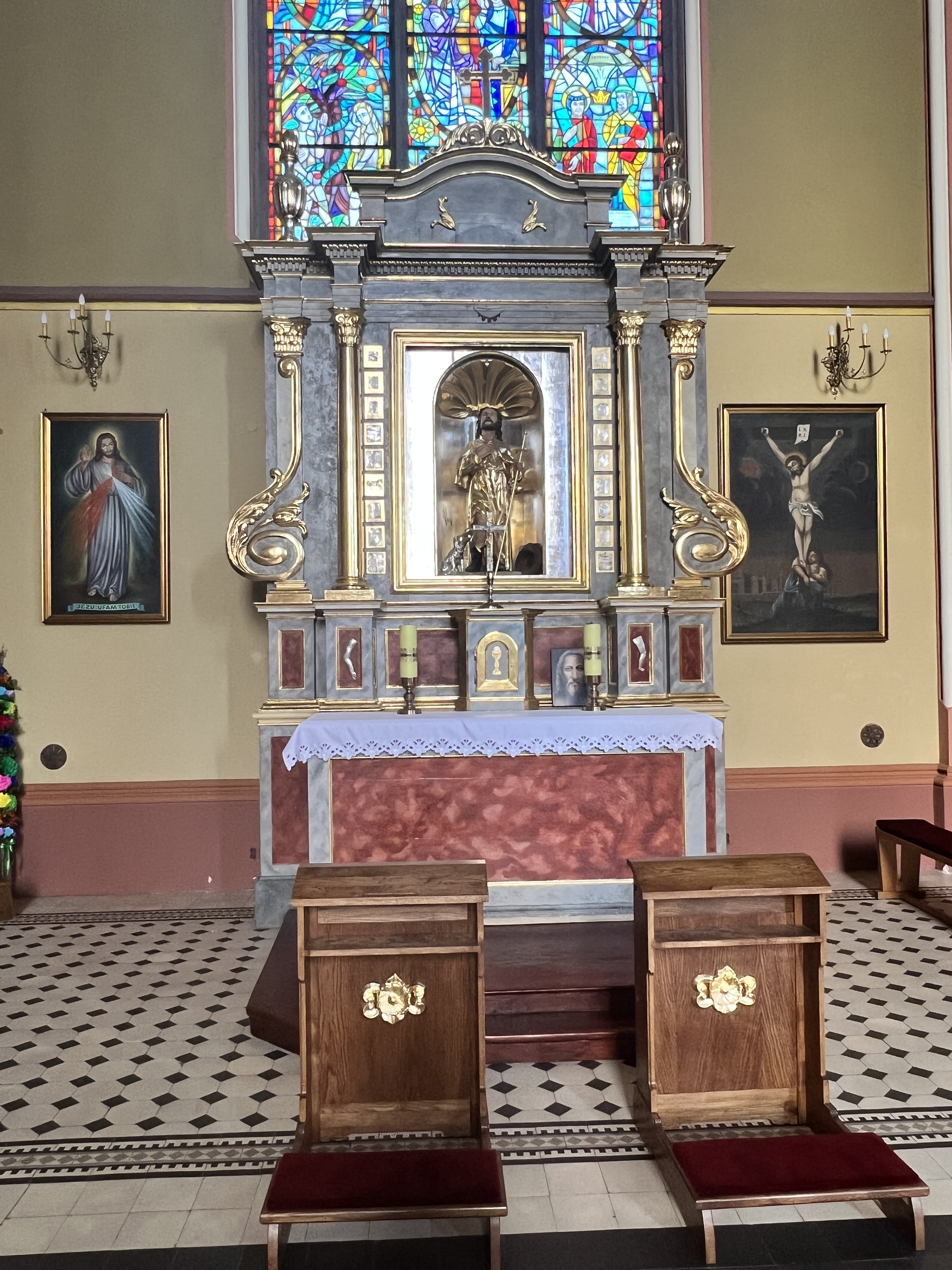
Ołtarz boczny św. Rocha

W latach 80. XX wieku zostały wprawione 2 witraże w prezbiterium i 4 w kaplicy Matki Bożej. Wszystkie witraże zostały wykonane przez firmę mistrza Józefa Olszewskiego z Warszawy. Wprawione zostały kolejne dubeltowe okna w świątyni i zakrystii. W latach 1985–1987 została odnowiona malatura wewnątrz świątyni przez artystę malarza Piotra Warzyńskiego i Sylwestra Kwiatkowskiego. Została zelektryzowana i wykonana żelazna konstrukcja pod dzwony.